# Воеводина (баскетбольный клуб)
«Воеводина» (серб. Војводина) — сербский баскетбольный клуб, базирующийся в городе Нови-Сад, выступающий в чемпионате Сербии по баскетболу. Основан в 1948 году, выступает в Спортивном и бизнес-центре Воеводина. Команда также известна под названием «Старая Воеводина», так как в городе существовал еще один клуб и непримиримый соперник, «Воеводина Сербиягаз». После того, как у второй команды возникли финансовые проблемы, команда в сезоне 2017-18 получила возможность выступать в высшем дивизионе, а многие игроки перешли в «Воеводину».

## История клуба
История клуба начинается с создания в 1945 году спортивного общества «Слога», где в 1948 году появляется баскетбольная секция. С этого момента команда ведет свое существование, а первый клуб также был назван «Слога». Собственное название «Воеводина» закрепляется в 1950 году, а команда начинает принимать участие в соревнованиях. В первое время собственной площадки у команды не было и игры проходили на футбольном стадионе. В 1962 году клуб принял участие в розыгрыше Первой региональной лиги и занял высокое третье место. После начала реконструкции городского стадиона команда начала искать новую площадку. В 1964 году последовало слияние с баскетбольным клубом «Нови-Сад», в результате чего команда получила возможность выступать в спортивном центре на ул.А.П.Чехова. В этот период команда играла в низших лигах Сербии и Воеводины. В сезоне 1969/70 команда завоевала право выступать во второй лиге, тогда же у клуба появился новый спортивный зал в районе бывшей фабрики Новкабель. В сезоне 1975/75 «Воеводина» получила возможность выступить в Первой союзной лиге Югославии, хотя задержалась там всего на один сезон, завершив турнир на последнем, 13-м месте. После этого начинается строительство нового стадиона «Воеводина» в Нови-Сад, который мог принимать и баскетбольные соревнования. В 1981 году он был введён в строй и клуб стал постоянным участником Первой лиги В (второго дивизиона чемпионата Югославии). В 1984 году команда была разделена на женский и мужской баскетбольные клубы. В сезоне 1988/89 под руководством известного специалиста Душана Ивковича клуб вновь вернулся в высший дивизион и завершил сезон на 9-м месте. В следующем сезоне 1989/90 команда завершила регулярный чемпионат на 5 месте и получила возможность выступить в Кубке Корача. В первом для себя европейском кубке команда выступила достаточно удачно, прошла в первом раунде нидерландский клуб «Донар», однако во втором раунде уступила с разницей всего в два очка будущему чемпиону, итальянскому «Канту». В третьем сезона в высшем дивизионе команда вновь заняла высокое 5-е место, однако это был последний год существования СФРЮ. Клуб в дальнейшем начал выступления в чемпионате Сербии и Черногории, однако уже в первом сезоне 1991/92 по итогам плей-офф потерял место в элите. Вернулся в высшую лигу в сезоне 1994/95, но по его итогам вновь получил понижение в классе. Следующее возвращение случилось в сезоне 1996/97, «Воеводина» вновь занимает последнее место, однако объединяется с командой «Беочин» и сохраняет прописку в высшем дивизионе. Однако сезон 1997/98 стал последним в высшей лиге. После этого последовало несколько слияний клубов, которые не привели к повышению в классе. В сезоне 2011/12 команда заняла последнее место и опустилась в третий дивизион. Сезон 2012/13 команда завершила на первом месте в региональной лиге Север и вернулась во второй дивизион.